# Pikku Niinisaari
Pikku Niinisaari est une île du golfe de Finlande  à Helsinki en Finlande.

## Géographie
Pikku Niinisaari a une superficie de 31 hectares.
Elle est dans Kalkkisaarenselkä à l'est d'Helsinki.
Sa pointe sud est une réserve naturelle.